# Signalverstümmelung
Signalverstümmelung bezeichnet in der Nachrichtentechnik die unerwünschte Veränderung von Signalen bei der Nachrichten- bzw. Datenübertragung durch Störeinflüsse. Im Ergebnis kommt es im ungünstigsten Fall zum vollkommenen Verlust der Nachricht. In jedem Fall wird der Informationsgehalt reduziert, was sich beispielsweise in Textnachrichten mit Zeichenverfälschung, in Tonnachrichten mit Störgeräuschen und Aussetzern und bei Bildnachrichten in Flackern, Aussetzern und Rauschen manifestieren kann. Ein Signal ist je nach Stärke (Pegel) und Art (Digitalsignal/Analogsignal) unterschiedlich anfällig für Verstümmelung. Unter Umständen kann bis zu einem gewissen Maß durch Fehlerkorrekturverfahren das Signal wiederhergestellt werden.
In Ausnahmefällen wird ein physikalisches Signal gezielt solchen Beeinträchtigungen ausgesetzt, um die Informationsübertragung zu behindern, beispielsweise um den Empfang bestimmter Funkdienste zu verhindern.